# Kings and Queens (Axel Rudi Pell)
Kings and Queens è il decimo album della band del chitarrista heavy metal Axel Rudi Pell, pubblicato nel 2004.

## Tracce
1. "The Gate" (intro)
2. "Flyin' High"
3. "Cold Heaven"
4. "Strong As a Rock"
5. "Forever Angel"
6. "Legions of Hell"
7. "Only the Strong Will Survive"
8. "Sailing Away"
9. "Take the Crown"
10. "Sea of Evil"

## Formazione
- Johnny Gioeli - voce
- Axel Rudi Pell - chitarra
- Volker Krawczak - basso
- Mike Terrana - batteria
- Ferdy Doernberg - tastiere